# المسيحية في جزر القمر

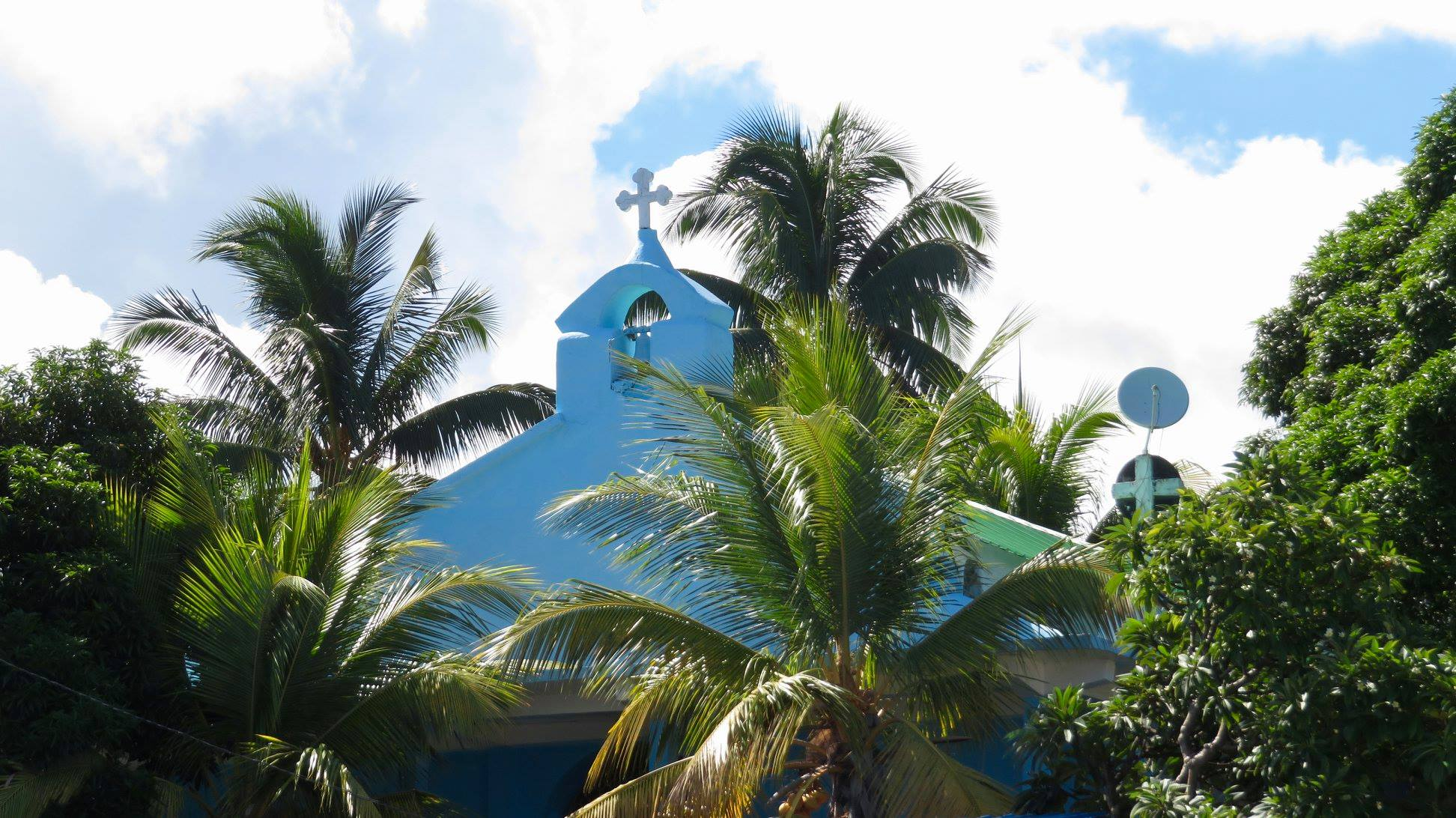
كنيسة كاثوليكيَّة في موتسامودو، جزيرة أنجوان.

تُشكّل المسيحية في جزر القمر ثاني أكثر الديانات انتشاراً بين السكان بعد الإسلام، إذ وفقاً لتقديرات من عام 2017 حوالي 2% من سكان الجزيرة من أتباع الديانة المسيحية والأديان الأخرى. تُعد الكنيسة الرومانية الكاثوليكية كبرى الطوائف المسيحية في جزر القمر، والمواطنين المسيحيين هم في الغالب من المجتمع المحلي الكاثوليكي ذوي الأصول الفرنسيََة، إلى جانب أقلية بروتستانتية من الشعب الملغاشي وأقلية محلية من شهود يهوه. وتضم الجزر على العديد من المسيحيين المغتربين من المذهب الكاثوليكي والبروتستانتي العاملين في المجال السياحي بشكل خاص.
وفقاً لقاعدة البيانات المسيحية عام 2015 قدرت أعداد المسيحيين بحوالي 4,000 شخص أي 0.5% من السكان، وكان حوالي 2,400 منهم على مذهب الكنيسة الرومانية الكاثوليكية، ولا تملك البلاد أبرشية كاثوليكية، ويتبع كاثوليك البلاد روحياً للنيابة الرسوليَّة في جزر القمر. وتملك الكنيسة المحليَّة كنيسة القديسة تيريزا الطفل يسوع في العاصمة موروني، وكنيسة أخرى في موتسامودو. أمّا البروتستانت فتُقدر أعدادهم قاعدة البيانات المسيحية عام 2015 بحوالي 1,678 شخص أي حوالي 0.25% من مجمل السكان. الحريَّة الدينية للمسيحيين في القمر الكبرى أكبر مما هي عليه في أجزاء أخرى من جزر القمر.

## تاريخ

### الحقبة الاستعمارية
حقق العرب، الذين وصلوا إلى جزر القمر في القرن الرابع عشر، هيمنة طويلة الأمد على المنطقة، على الرغم من ظهور المستكشفين الأفارقة والإندونيسيين والبرتغاليين في القرن السادس عشر. في عام 1843 بدأ الفرنسيون سيطرتهم عندما أقاموا محمية على جزيرة مايوت. امتدوا إلى الجزر الثلاث الأخرى في عام 1886، وبالتالي وقعت جزر القمر تحت الحماية الفرنسية في عام 1886، وحصلت على الحكم الذاتي الداخلي في عام 1961، وحصلت على الاستقلال في عام 1975. من عام 1912 حتى عام 1947 عندما أصبحت الجزر جزءاً من مقاطعات وأقاليم ما وراء البحار الفرنسية، كانت المستعمرات تُدار من مدغشقر.
خلال السيطرة الفرنسية على الجزر أصبحت الجزر جزءًا من المحافظة الرسولية لجزر مدغشقر الصغيرة التي تم إنشاؤها عام 1848، وعُهدت برعايتها أولاً إلى اليسوعيين، ثم إلى آباء الروح القدس في عام 1879. وفي عام 1901، أصبحت الجزر جزءًا من النيابة الرسولية لشمال مدغشقر، والتي أصبحت محافظة رسولية في عام 1938، وأنشئت أبرشية أمبانجا في عام 1955. خلال منتصف القرن العشرين، كانت هناك محطتان للبعثات التبشيرية الكاثوليكية في جزر القمر لرعاية 800 كاثوليكي في المنطقة، وأنشئت إدارة رسولية خلال استقلال مايوت. قُدرت أعداد المسيحيين في عام 1970 بحوالي 1,500 شخص، وكان حوالي 1,100 منهم على مذهب الكنيسة الرومانية الكاثوليكية. ويعود الوجود الكاثوليكي في الجزر أساساً إلى الحقبة الفرنسيَّة.

### الاستقلال

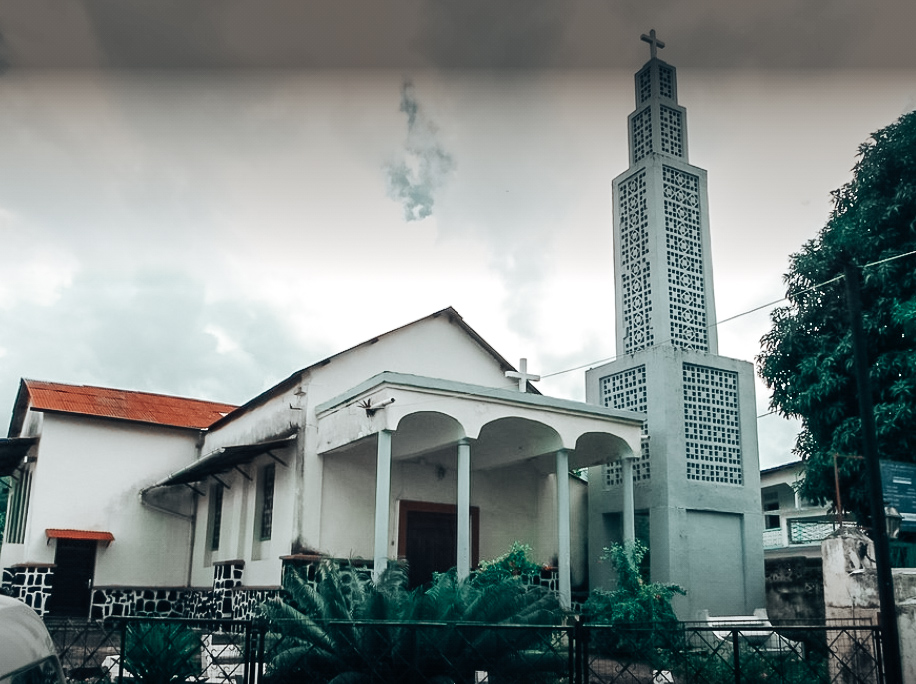
كنيسة القديسة تيريزا الطفل يسوع الكاثوليكيَّة في العاصمة موروني.

حصلت القمر الكبرى وأنجوان وموهيلي على الاستقلال السياسي في عام 1960، وأعلنت استقلالها في 6 يوليو من عام 1975. في ذلك الوقت أصبحت الجزر منقسمة سياسيًا. صوتت مايوت، التي تضم على نخبة مسيحية موثرة في السياسة والاقتصاد، على أن تظل إقليماً خارجياً تابعاً لفرنسا. بموجب دستور 6 أكتوبر عام 1976، مُنحت الحرية الدينية لجميع جزر القمر. في عام 1975 بعد استقلال البلاد قدم المبشرين البروتستانت من بعثة أفريقيا الداخلية التبشيريَّة إلى جزر القمر، لكنهم طُردوا من البلاد في عام 1978. وكان يعيش في الجزيرة العديد من المسيحيين المغتربين من المذهب الكاثوليكي والبروتستانتي العاملين في المجال السياحي. يتشكل المجتمع المحلي الكاثوليكي من السكان ذوي الأصول الفرنسيََة، إلى جانب أقلية بروتستانتية من الشعب الملغاشي وأقلية محلية من شهود يهوه. بعد الاستقلال سُمح للمنظمات المسيحية الإغاثية بالبقاء والعمل في البلاد، بشرط عدم التبشير بالمسيحية.
وفقاً للباحث للباحث كينيث ر.روس من جامعة أدنبرة أضرًّ المناخ الاقتصادي والسياسي الفوضوي منذ الاستقلال في عام 1975 بتطور حقوق الإنسان والعدالة الاجتماعية. سعت الفصائل المتناحرة إلى حشد الدعم الديني لدعم السلطة السياسية والتنازع عليها وعدم المساواة الاجتماعية. اعتمد المعارضون السياسيون على تفسيرهم الخاص للقرآن والأحاديث النبوية، ودعوا إلى اعتماد الشريعة الإسلامية لتصحيح الفساد السياسي. دخلت الآراء الإسلامية المتنافسة عالم السياسة لتبرير الحكومة وتحديها. وانتشرت الإسلاموية والوهابية بشكل متزايد مع عودة طلاب الدراسات الإسلامية في الخارج. ردًا على الظلم والفوضى المتصورة داخل حكومة جزر القمر، آمل الإسلاميون في إنشاء جمهورية إسلامية.

### الوضع الحالي
في فبراير من عام 1998 أحرقت كنيسة كاثوليكية تقع في أنجوان على يد مثيري شغب. بسبب القيود المفروضة على الكنائس المسيحية، والتي تضمنت حظر حيازة المطبوعات المسيحية، وُجهت تهم «النشاط المعادي للإسلام» ضد العديد من المواطنين الكاثوليك المنخرطين في ممارسة شعائرهم الدينية. بعد الإستقلال تم التمييز ضد المسيحيين في الحصول على عمل وفي أماكن أخرى، وفي بعض الحالات تم إدراجهم علنًا في القائمة السوداء وتعرضوا للمضايقات. على الرغم من هذا القمع، احتفل المجتمع المسيحي بجزر القمر بمعمودية حوالي 16 شخص من أصول إسلامية في عام 1999. بالمقابل أصبحت الأسر المسيحية التي استوطنت جزيرة مايوت ذات الأغلبية المسلمة السُنية، وهم مواطنين مسيحيين وفرنسيين، فيما بعد نخبة صغيرة ولكنها مؤثرة، في غياب الأرستقراطية المحليَّة. وبدأت هذه النخبة الصغيرة بالانتقال إلى السلطة مع ظهور الفرص، وقد سمح وضعهم «كغرباء» في الجزيرة بتولي القيادة في السلطة. علماً أن أعدادهم بقيت محدودة ولم تشكل أغلبية سكانية.
وفقاً لقاعدة البيانات المسيحية عام 2015 قدرت أعداد المسيحيين بحوالي 4,000 شخص أي 0.5% من السكان، وكان حوالي 2,400 منهم على مذهب الكنيسة الرومانية الكاثوليكية، وقدرت الإحصائيات الكنسيَّة أعداد الكاثوليك في كل من جزر القمر ومايوت عام 2017 بحوالي 7,970 نسمة. ويتبع معظم المسيحيين في الجزيرة المذهب الروماني الكاثوليكي ويتبعون إدارياً للنيابة الرسوليَّة لأرخبيل جزر القمر، والتي تُغطي كل من جزر القمر ومايوت، ويقع مقرها في مدينة موروني. يُذكر أنَّ النيابة تأسست في 5 يونيو من عام 1975، حيث أنشأ الكرسي الرسولي إدارة رسولية لجزر القمر، وفي 1 مايو من عام 2010، تمت ترقية الإدارة في مقام نيابة رسولية. في عام 2006 تم اعتقال أربعة أشخاص بروتستانت في بلدة موروني في جزر القمر علمًا أنّ الدستور يضمن الحرية الدينية. في عام 2009 أعلن عن الإسلام كدين الدولة الرسميّ، مما أدى إلى التأثير الإسلامي على القوانين والقواعد الحكوميّة، والمجال العام خصوصاً في مجال الزواج والطلاق والتعليم.

## الوضع القانوني

### الحرية الدينية
في عام 2009 أعلن عن الإسلام كدين الدولة الرسميّ، مما أدى إلى التأثير الإسلامي على القوانين والقواعد الحكوميّة، والمجال العام خصوصاً في مجال الزواج والطلاق والتعليم. وفقاً لتقرير الحرية الدينية الدولي الصادر عن وزارة الخارجية الأمريكية عام 2019 على الرغم من أنَّ دستور البلاد ينص على ضمان الحرية الدينية، الا أنه لا يُسمح للمسيحيين بأن يشهدوا على إيمانهم علناً، ويخضع المتحولين للمسيحية للحرمان من العديد من الحقوق المدنية، كما ولا يُسمح للمسيحيين في التبشير علنًا. ينص القانون أنّ التبشير بأي دين آخر للمسلمين، يُخضع المبشّر حكمًا بالسجن والغرامة. وعلى الرغم من وجود جماعات مسيحيَّة أجنبية تشارك في العمل الإنساني في جزر القمر، لكنها لا تشارك في البعثات التبشيريَّة. هناك كنيستين في البلاد وتعود ملكيَّتها للكنيسة الكاثوليكية وأبرزها كنيسة القديسة تيريزا الطفل يسوع في موروني. أفاد أعضاء الجالية المسيحية المغتربة أنهم كانوا ينتظرون منذ أكثر من عامين رداً حكومياً على طلبهم للحصول على ترخيص لبناء كنيسة جديدة. كما ووفقاً للتقرير أفاد المسيحيون أنهم لن يأكلون علناً خلال شهر رمضان حتى لا يلفتوا الانتباه إلى عقيدتهم. وفقاً لتقرير الحرية الدينية الدولي الصادر عن وزارة الخارجية الأمريكية عام 2017 قال مسيحيون محليون إنهم مارسوا عقيدتهم سراً لتجنب مضايقات المسؤولين الحكوميين أو أفراد مجتمعاتهم.
وفقاً للباحث كينيث ر.روس من جامعة أدنبرة يأخذ التمييز بحق المسيحيين بحسب التقارير ضغطاً اجتماعياً، ولكن لا يرتقي إلى أشكال الاضطهاد المؤسسي. في عام 2009 أشارت منظمة فريدم هاوس إلى قيود واعتقالات وتحرشات بحق غير المُسلمين في جزر القمر. يتعرض المسيحيين إلى ضغوط اجتماعية، خصوصاً المواطنين الذين لا يتبعون المذهب الكاثوليكي المعترف به رسمياً من قبل الحكومة. الضغوط التي يتعرض لها المواطنين المسيحيين ظاهرة أكثر في الريف والقرى وتُقاد من قبل الأئمة بشكل عام.